# Juan Velasco (Buenos Aires, Morropón)
Juan Velasco es un caserío peruano ubicado en el distrito de Buenos Aires, perteneciente a la provincia de Morropón del departamento de Piura, al norte del Perú. 

## Ubicación
Juan Velasco se ubica al norte de la provincia de Morropón, en el distrito de Buenos Aires, en el departamento de Piura.

## Demografía
En 2017 Juan Velasco tenía una población de 64 habitantes.